# Jameela albiplaga
Jameela albiplaga (Syn. Erysichton albiplaga) ist eine Schmetterlingsart aus der Familie der Bläulinge (Lycaenidae). Seit der Aufstellung der Gattung Jameela durch Grund & Eastwood im Jahr 2010 wird sie zur Gattung Jameela gestellt. Von der Art sind bisher nur drei Individuen gefangen worden.

## Merkmale
Die Männchen sind Jameela palmyra ähnlich. Sie haben violett-blaue Flügeloberseiten, die jedoch so durchsichtig sind, dass die weißen schrägen Binden auf den Flügelunterseiten durchscheinen. Auf den Hinterflügeln ist je ein doppelter schwarzer, submarginaler Punkt in Cellule 1 ausgebildet, auf den innen ein düsterer Fleck folgt. Ein größerer Punkt befindet sich in der Cellule 2 und in allen Cellulen des Apex sind Submarginalpunkte angedeutet. An diese Punkte grenzen nach außen blasse interneurale Linien. Beide Flügelpaare sind durch eine feine, dunkle Marginallinie umrandet. Die Weibchen sind basal an beiden Flügelpaaren glänzend blau gefärbt. Auf den Vorderflügeln reicht das Blau bis zur basalen Hälfte der Zelle. Auf den Hinterflügeln ist das Blau scharf begrenzt, wobei die Grenze nahezu gerade von der Costa über die Punkte des Ursprungs der Flügeladern 7 und 2 bis zum Flügelinnenrand verläuft. Im Anschluss daran folgt eine breite weiße Binde, die bis zum Innenrand der Hinterflügel reicht. Auf den Vorderflügeln reicht eine schwarze Costalbinde in die obere Hälfte der Zelle und bis zum Apex, wo sie auf eine mindestens vier Millimeter breite Marginalbinde trifft. Auf den Hinterflügeln befindet sich eine ähnliche Marginalbinde, die nach innen im Bereich, wo sie mit dem distalen Rand der weißen Binde zusammentrifft, mit weißlich-blauen Schuppen überzogen ist. Es sind mehr oder weniger deutliche, blau umrandete, dunkle Flecke ausgebildet. Der Flügelsaum ist bei beiden Geschlechtern weiß und jeweils an den Enden der Flügeladern dunkel bräunlich-grau gefleckt.
Auf der Flügelunterseite sind die Männchen schwärzlich braun und tragen eine auffällige, an der breitesten Stelle drei Millimeter breite, zu beiden Enden hin verjüngte, weiße, schräge Binde, die von knapp unterhalb der Costa der Vorderflügel bis zum Innenrand der Hinterflügel reicht. Über die Zelle der Vorderflügel verlaufen zwei wellenförmige, feine, weiße Linien. Die äußere ist über den Hinterflügel verlängert. Eine deutlichere weißliche Linie grenzt an den inneren Rand des Bogens der diskoidalen Lunula. Hinter der breiten weißen Binde befindet sich median ein Band von Punkten, die dunkler als die Grundfarbe sind. Sie sind außerdem an ihren gekrümmten, distalen Rändern weiß gerandet. Eine Reihe von Submarginalflecken wird innen durch eine korrespondierende Reihe sehr dunkler Lunulae begrenzt. Beide Reihen sind fein weiß gerandet. Der Augenfleck am Tornus der Hinterflügel ist schwarz und mit metallisch grünen Schuppen gemustert. Außerdem ist er nach innen goldgelb gerandet. Der Augenfleck in Cellule 1 ist ähnlich gefärbt, jedoch kleiner. Die Flügelfransen sind auf der Oberseite gepunktet. Die Weibchen haben eine weitgehend gleiche Musterung, die weiße Binde wird jedoch bis zu fünf Millimeter breit.

## Vorkommen und Lebensweise
Die Art ist in der australischen Region verbreitet. Der Holo- und Allotypus wurde auf Lavongai, einer Insel des Bismarck-Archipels, gefangen. Die Art tritt gemeinsam mit Arten der Gattungen Danis und Psychonotis auf und gehört vermutlich zur Mimikry-Kette Danis–Perpheres–Psychonotis, die durch Konvergenz entstanden ist. Sowohl über die Lebensweise, als auch über die Präimaginalstadien ist bisher nichts bekannt.

## Taxonomie und Systematik
Im Jahr 2010 wurde die Art von Grund & Eastwood gemeinsam mit Jameela palmyra aus der Gattung Erysichton ausgegliedert und der neu aufgestellten Gattung Jameela zugeordnet, wodurch Erysichton nunmehr nur noch die Typusart Erysichton lineata umfasst und damit monotypisch ist.

## Belege